# سيزار غاندزي
سيزار غاندزي (بالفرنسية: Césaire Gandzé)‏ (مواليد 6 مارس 1989) هو لاعب كرة قدم كونغولي يلعب حاليًا لصالح نادي اي سي ليوباردز كلاعب وسط ملعب.

## الألقاب
أي سي ليوباردز
البطل
- الدوري الكونغولي الممتاز (2): 2012، 2013
- كأس الاتحاد الكونفدرالي الأفريقي: 2012

الوصيف
- كأس السوبر الأفريقي: 2013

## روابط خارجية
- سيزار غاندزي على موقع قاعدة بيانات كرة القدم.إي يو (الإنجليزية)
- سيزار غاندزي على موقع ناشيونال فوتبول تيمز (الإنجليزية)
- سيزار غاندزي على موقع Soccerway.com (الإنجليزية)